# Claude Normand
Claude Normand est un compositeur, pianiste, organiste et chef d'orchestre français né à Paris le 27 juin 1921 et mort à Charenton-le-Pont le 10 décembre 2004.
Proche de Claude Abadie, il monte avec lui un quatuor vocal en 1936 qui se transforme en ensemble de jazz. Claude Normand est connu pour avoir travaillé avec Édith Piaf sur « Le vagabond » (1941) et sur « C'était une histoire d'amour » (1945). Sans elle, on lui doit également « La valse au village ». Il est crédité sur plusieurs chansons interprétées par Les Frères Jacques en 1958.
Son ensemble, l'Orchestre Claude-Normand, employait André Salvador, guitariste et chanteur. En 1942, celui-ci se produit au cabaret L’Heure bleue, réputé pour être fréquenté par les Allemands, alors que lui-même était un résistant actif transportant armes et munitions dans son étui de guitare.
En 1968, il fait paraitre L'Orgue électronique. Initiation et pratique, écriture musicale de Claude Normand pour élèves n'ayant aucune connaissance de la musique, chez G. Becker. Il publie également plusieurs 45-tours, chez Trianon (Rendez-vous au point d'orgue 1, Rendez-vous au point d'orgue 2), et chez RCA (Dansons sur les airs de Joséphine, Polka des amoureux) ainsi que deux 33-tours (Surprise partie en 1964 et Orgue de cinéma en 1973).

## Discographie
- Rendez-vous au point d'orgue 1 (chez Trianon, comprenant « Le gondolier », « Le jour où la pluie viendra », « Zon Zon Zon » et « L'air de Paris »), 45-tours
- Rendez-vous au point d'orgue 2 (chez Trianon, comprenant « Allumett' Polka », « Si je n'avais plus », « Gwendolina » et « Marjolaine »), 45-tours
- Dansons sur les airs de Joséphine (nº 76-324 chez RCA, comprenant « Donnez-moi la main », « Avec », « Terre sèche », et « Paris mes amours »), 45-tours
- Polka des amoureux (nº 76-329 chez RCA, comprenant « Polka des amoureux », « Tu seras toujours là », « Roulette » et « Carioca, mon ami »), 45-tours
- Succès de Fred Astaire (nº 6558 chez Riviera), 45-tours
- 1964, Claude Normand, son orgue enchanté et son ensemble. Surprise partie. De No No Nanette à West Side Story (nº 430-152 chez RCA Victor), 33-tours comprenant « Parade d'amour » (Paris je t'aime - Rêve d'amour), « No no Nanette » (Thé pour deux - Heureux tous les deux), « Show-Boat » (Ol'man River), « Rose-Marie » (Ô ma Rose-Marie - Chant indien), « Hallelujah », « Le Chant du désert », « Annie du Far-West » (C'est merveilleux), « My fair lady » (I could have danced all night - On the street where you live), « Cancan » (I love Paris - C'est magnifique), « West side story » (To night - Maria)
- 1973. Orgue de cinéma (nº 72012 chez Atlanta), 33-tours